# Irakli Sirbiladze
Irakli Sirbiladze est un footballeur international géorgien, né le 27 septembre 1982 à Tbilissi (URSS). Il évolue au poste d'attaquant.

## Palmarès

### En club
- Lokomotiv Tbilissi
  - Coupe de Géorgie (2) : 2002, 2005.

- FC Olimpi Rustavi
  - Championnat de Géorgie (1) : 2006-07.

### Distinctions personnelles
- KPV Kokkola
  - Meilleur buteur de ligue Ykkönen (D2) en 2010. (16 buts)

- Inter Turku
  - Meilleur buteur de Veikkausliiga en 2012. (17 buts)